# Futbol'nyj Klub Rubin Kazan' 2011-2012
Questa voce raccoglie le informazioni riguardanti il Futbol'nyj Klub Rubin Kazan' nelle competizioni ufficiali della stagione 2011-2012.

## Stagione
Nella stagione 2011-2012 il FK Rubin Kazan' ha disputato la Prem'er-Liga, massima serie del campionato russo di calcio, terminando la stagione regolare al settimo posto con 49 punti conquistati in 30 giornate, frutto di 13 vittorie, 10 pareggi e 7 sconfitte, e accedendo alla seconda fase per la vittoria del campionato. Ha concluso questa seconda fase, e quindi il torneo, al sesto posto con 68 punti conquistati in 44 giornate, frutto di 17 vittorie, 17 pareggi e 10 sconfitte, guadagnando l'accesso ai preliminari della UEFA Europa League 2012-2013. Nella primavera 2011 ha partecipato alla fase a eliminazione diretta della UEFA Europa League 2010-2011, venendo subito eliminato nei sedicesimi di finale dagli olandesi del Twente. Nella Coppa di Russia è sceso in campo a partire dai sedicesimi finale e raggiungendo la finale del torneo. Nella finale disputatasi l'8 maggio 2012 a Ekaterinburg ha battuto per 1-0 la Dinamo Mosca grazie alla rete realizzata da Roman Erëmenko, vincendo la coppa per la prima volta nella sua storia sportiva. Nell'autunno 2011 ha partecipato ai preliminari della UEFA Champions League 2011-2012: nel terzo turno ha eliminato gli ucraini della Dinamo Kiev, mentre nei play-off è stato eliminato dai francesi dell'Olympique Lione, venendo così retrocesso in Europa League. Per la fase a gironi della Europa League è stato sorteggiato nel gruppo A assieme a PAOK, Tottenham e Shamrock Rovers. Concluso il girone al secondo posto, si è qualificato ai sedicesimi di finale dove è stato eliminato dai greci dell'Olympiacos con un doppio 0-1.

## Rosa
| N. |                        | Ruolo | Calciatore          |
| -- | ---------------------- | ----- | ------------------- |
| 1  | Russia (bandiera)      | P     | Sergej Ryžikov      |
| 2  | Russia (bandiera)      | D     | Oleg Kuz'min        |
| 3  | Argentina (bandiera)   | D     | Cristian Ansaldi    |
| 4  | Spagna (bandiera)      | D     | César Navas         |
| 5  | Nigeria (bandiera)     | A     | Obafemi Martins     |
| 6  | Nigeria (bandiera)     | C     | Michael Tukura      |
| 7  | Russia (bandiera)      | C     | Pëtr Bystrov        |
| 8  | Russia (bandiera)      | C     | Aleksandr Rjazancev |
| 9  | Russia (bandiera)      | C     | Pёtr Nemov          |
| 10 | Russia (bandiera)      | C     | Alan Kasaev         |
| 11 | Russia (bandiera)      | C     | Igor' Lebedenko     |
| 14 | Ecuador (bandiera)     | A     | Walter Chalá        |
| 15 | Bielorussia (bandiera) | C     | Sjarhej Kisljak     |
| 16 | Ecuador (bandiera)     | C     | Christian Noboa     |
| 18 | Paraguay (bandiera)    | A     | Nelson Haedo Valdez |
| 19 | Russia (bandiera)      | D     | Vitalij Kalešin     |
| 20 | Finlandia (bandiera)   | C     | Aleksej Erëmenko    |
| 21 | Moldavia (bandiera)    | A     | Alexandru Antoniuc  |
| 23 | Finlandia (bandiera)   | C     | Roman Erëmenko      |

| N. |                         | Ruolo | Calciatore          |
| -- | ----------------------- | ----- | ------------------- |
| 24 | Lituania (bandiera)     | P     | Giedrius Arlauskis  |
| 25 | Russia (bandiera)       | A     | Vladimir Djadjun    |
| 26 | Russia (bandiera)       | A     | Aleksej Medvedev    |
| 27 | Italia (bandiera)       | D     | Salvatore Bocchetti |
| 28 | Russia (bandiera)       | A     | Sergej Davydov      |
| 30 | Spagna (bandiera)       | A     | Jonatan Valle       |
| 33 | Russia (bandiera)       | A     | Igor' Portnjagin    |
| 61 | Turchia (bandiera)      | C     | Gökdeniz Karadeniz  |
| 63 | Russia (bandiera)       | C     | Ališer Džalilov     |
| 65 | Russia (bandiera)       | D     | Maksim Žestokov     |
| 66 | Israele (bandiera)      | C     | Bibras Natkho       |
| 67 | Georgia (bandiera)      | D     | Solomon Kvirkvelia  |
| 68 | Russia (bandiera)       | P     | Dmitrij Volkotrub   |
| 76 | Russia (bandiera)       | D     | Roman Šaronov       |
| 77 | Russia (bandiera)       | D     | Nikita Bočarov      |
| 87 | Brasile (bandiera)      | C     | Carlos Eduardo      |
| 88 | Iran (bandiera)         | P     | Alireza Haghighi    |
| 92 | Turkmenistan (bandiera) | P     | Wahyt Orazsähedow   |

## Risultati

### Prem'er-Liga

#### Stagione regolare
| Krasnodar 13 marzo 2011 1ª giornata | Kuban' | 0 – 2 referto | Rubin | Stadio Kuban' |

| Kazan' 20 marzo 2011 2ª giornata | Rubin | 2 – 0 referto | Terek Groznyj | Stadio Centrale di Kazan' |

| Machačkala 3 aprile 2011 3ª giornata | Anži | 1 – 0 referto | Rubin | Stadio Dinamo |

| Kazan' 10 aprile 2011 4ª giornata | Rubin | 0 – 0 referto | Spartak-Nal'čik | Stadio Centrale di Kazan' |

| Chimki 17 aprile 2011 5ª giornata | CSKA Mosca | 2 – 0 referto | Rubin | Arena Chimki |

| Kazan' 24 aprile 2011 6ª giornata | Rubin | 1 – 1 referto | Amkar Perm' | Stadio Centrale di Kazan' |

| Samara 1º maggio 2011 7ª giornata | Kryl'ja Sovetov Samara | 2 – 2 referto | Rubin | Stadio Metallurg (Samara) |

| Kazan' 8 maggio 2011 8ª giornata | Rubin | 2 – 1 referto | Krasnodar | Stadio Centrale di Kazan' |

| San Pietroburgo 15 maggio 2011 9ª giornata | Zenit San Pietroburgo | 2 – 2 referto | Rubin | Stadio Petrovskij |

| Kazan' 20 maggio 2011 10ª giornata | Rubin | 0 – 0 referto | Lokomotiv Mosca | Stadio Centrale di Kazan' |

| Kazan' 27 maggio 2011 11ª giornata | Rubin | 4 – 1 referto | Tom' Tomsk | Stadio Centrale di Kazan' |

| Mosca 10 giugno 2011 12ª giornata | Spartak Mosca | 0 – 0 referto | Rubin | Stadio Lužniki |

| Kazan' 14 giugno 2011 13ª giornata | Rubin | 3 – 0 referto | Dinamo Mosca | Stadio Centrale di Kazan' |

| Rostov sul Don 18 giugno 2011 14ª giornata | Rostov | 1 – 3 referto | Rubin | Stadio Olimp-2 |

| Kazan' 22 giugno 2011 15ª giornata | Rubin | 2 – 0 referto | Volga Nižnij Novgorod | Stadio Centrale di Kazan' |

| Kazan' 26 giugno 2011 16ª giornata | Rubin | 0 – 2 referto | Kuban' | Stadio Centrale di Kazan' |

| Groznyj 22 luglio 2011 17ª giornata | Terek Groznyj | 0 – 1 referto | Rubin | Achmat-Arena |

| Kazan' 30 luglio 2011 18ª giornata | Rubin | 0 – 3 referto | Anži | Stadio Centrale di Kazan' |

| Nal'čik 7 agosto 2011 19ª giornata | Spartak-Nal'čik | 0 – 1 referto | Rubin | Respublikanskij stadion Spartak |

| Kazan' 13 agosto 2011 20ª giornata | Rubin | 1 – 1 referto | CSKA Mosca | Stadio Centrale di Kazan' |

| Perm' 20 agosto 2011 21ª giornata | Amkar Perm' | 1 – 1 referto | Rubin | Stadio Zvezda |

| Kazan' 28 agosto 2011 22ª giornata | Rubin | 1 – 0 referto | Kryl'ja Sovetov Samara | Stadio Centrale di Kazan' |

| Krasnodar 10 settembre 2011 23ª giornata | Krasnodar | 3 – 1 referto | Rubin | Stadio Kuban' |

| Kazan' 18 settembre 2011 24ª giornata | Rubin | 2 – 3 referto | Zenit San Pietroburgo | Stadio Centrale di Kazan' |

| Mosca 25 settembre 2011 25ª giornata | Lokomotiv Mosca | 1 – 1 referto | Rubin | Stadio Lokomotiv |

| Tomsk 2 ottobre 2011 26ª giornata | Tom' Tomsk | 0 – 2 referto | Rubin | Trud Stadium |

| Kazan' 16 ottobre 2011 27ª giornata | Rubin | 3 – 0 referto | Spartak Mosca | Stadio Centrale di Kazan' |

| Chimki 24 ottobre 2011 28ª giornata | Dinamo Mosca | 0 – 2 referto | Rubin | Arena Chimki |

| Kazan' 28 ottobre 2011 29ª giornata | Rubin | 1 – 1 referto | Rostov | Stadio Centrale di Kazan' |

| Nižnij Novgorod 6 novembre 2011 30ª giornata | Volga Nižnij Novgorod | 1 – 0 referto | Rubin | Stadio Lokomotiv |

#### Poule campionato
| Chimki 18 novembre 2011 31ª giornata | CSKA Mosca | 1 – 2 referto | Rubin | Arena Chimki |

| Kazan' 26 novembre 2011 32ª giornata | Rubin | 2 – 0 referto | Dinamo Mosca | Stadio Centrale di Kazan' |

| Kazan' 5 marzo 2012 33ª giornata | Rubin | 1 – 1 referto | Spartak Mosca | Stadio Centrale di Kazan' |

| Kazan' 11 marzo 2012 34ª giornata | Rubin | 0 – 0 referto | Lokomotiv Mosca | Stadio Centrale di Kazan' |

| Krasnodar 18 marzo 2012 35ª giornata | Kuban' | 1 – 0 referto | Rubin | Stadio Kuban' |

| San Pietroburgo 25 marzo 2012 36ª giornata | Zenit San Pietroburgo | 1 – 1 referto | Rubin | Stadio Petrovskij |

| Kazan' 1 aprile 2011 37ª giornata | Rubin | 1 – 0 referto | Anži | Stadio Centrale di Kazan' |

| Chimki 7 aprile 2012 38ª giornata | Dinamo Mosca | 1 – 1 referto | Rubin | Arena Chimki |

| Mosca 15 aprile 2012 39ª giornata | Spartak Mosca | 2 – 0 referto | Rubin | Stadio Lužniki |

| Mosca 22 aprile 2012 40ª giornata | Lokomotiv Mosca | 0 – 0 referto | Rubin | Stadio Lokomotiv |

| Kazan' 28 aprile 2012 41ª giornata | Rubin | 1 – 1 referto | Kuban' | Stadio Centrale di Kazan' |

| Kazan' 2 maggio 2012 42ª giornata | Rubin | 2 – 2 referto | Zenit San Pietroburgo | Stadio Centrale di Kazan' |

| Machačkala 6 maggio 2012 43ª giornata | Anži | 3 – 1 referto | Rubin | Stadio Dinamo |

| Kazan' 13 maggio 2012 44ª giornata | Rubin | 3 – 1 referto | CSKA Mosca | Stadio Centrale di Kazan' |

### Kubok Rossii

#### Quarti di finale
| Arbitro: | Vitali Meshkov |

|                                              |           |  |
| Karadeniz 30’, 70’ Rjazancev 49’ Davydov 81’ | Marcatori |  |

#### Semifinali
| Arbitro: | Aleksej Nikolaev |

|                                     |           |  |
| Bocchetti 82’ Smol'nikov 84’ (aut.) | Marcatori |  |

#### Finale
| Arbitro: | Michail Vilkov |

|  |           |                 |
|  | Marcatori | 78’ R. Erëmenko |

### UEFA Europa League 2010-2011

#### Sedicesimi di finale
| Arbitro: | Schörgenhofer |

|  |           |                           |
|  | Marcatori | 77’ de Jong 88’ Wisgerhof |

| Arbitro: | Borski |

|                           |           |                       |
| Janssen 45+1’ Douglas 47’ | Marcatori | 22’ Ansaldi 24’ Noboa |

### UEFA Champions League 2011-2012

#### Terzo turno preliminare
| Arbitro: | Fernández Borbalán |

|  |           |                             |
|  | Marcatori | 6’ Kasaev 68’ (rig.) Natkho |

| Arbitro: | Braamhaar |

|                          |           |              |
| Djadjun 19’ Medvedev 88’ | Marcatori | 90+3’ Husjev |

#### Play-off
| Arbitro: | Rocchi |

|                                            |           |            |
| Gomis 10’ Kvirkvelia 40’ (aut.) Briand 71’ | Marcatori | 3’ Djadjun |

| Arbitro: | De Bleeckere |

|            |           |          |
| Natcho 77’ | Marcatori | 87’ Koné |

### UEFA Europa League

#### Fase a gironi
| Arbitro: | Szabó |

|  |           |                                    |
|  | Marcatori | 3’ Martins 50’ Noboa 60’ Karadeniz |

| Arbitro: | Hansson |

|                        |           |                       |
| Valdez 52’ Djadjun 66’ | Marcatori | 23’ Lazăr 81’ Fotakis |

| Arbitro: | de Sousa |

|                  |           |  |
| Pavlyuchenko 33’ | Marcatori |  |

| Arbitro: | Meyer |

|            |           |  |
| Natkho 56’ | Marcatori |  |

| Arbitro: | Lechner |

|                                       |           |          |
| Valdez 10’ 51’ Natkho 36’ Martins 62’ | Marcatori | 12’ Oman |

| Arbitro: | Orsato |

|                      |           |            |
| Vieirinha 15’ (rig.) | Marcatori | 48’ Valdez |

#### Sedicesimi di finale
| Arbitro: | Mažić |

|  |           |            |
|  | Marcatori | 71’ Fuster |

| Arbitro: | Johannesson |

|              |           |  |
| Djebbour 14’ | Marcatori |  |

## Statistiche

### Statistiche di squadra
| Competizione                 | Punti | In casa | In casa | In casa | In casa | In casa | In casa | In trasferta | In trasferta | In trasferta | In trasferta | In trasferta | In trasferta | Totale | Totale | Totale | Totale | Totale | Totale | DR  |
| Competizione                 | Punti | G       | V       | N       | P       | Gf      | Gs      | G            | V            | N            | P            | Gf           | Gs           | G      | V      | N      | P      | Gf     | Gs     | DR  |
| ---------------------------- | ----- | ------- | ------- | ------- | ------- | ------- | ------- | ------------ | ------------ | ------------ | ------------ | ------------ | ------------ | ------ | ------ | ------ | ------ | ------ | ------ | --- |
| Prem'er-Liga                 | 68    | 22      | 10      | 9       | 3       | 32      | 18      | 22           | 7            | 8            | 7            | 23           | 23           | 44     | 17     | 17     | 10     | 55     | 41     | +14 |
| Kubok Rossii                 | -     | 2       | 2       | 0       | 0       | 6       | 0       | 2            | 1            | 1            | 0            | 2            | 0            | 5      | 4      | 1      | 0      | 9      | 0      | +9  |
| UEFA Europa League 2010-2011 | -     | 1       | 0       | 0       | 1       | 0       | 2       | 1            | 0            | 1            | 0            | 2            | 2            | 2      | 0      | 1      | 1      | 2      | 4      | -2  |
| UEFA Champions League        | -     | 2       | 1       | 1       | 0       | 3       | 2       | 2            | 1            | 0            | 1            | 3            | 3            | 4      | 2      | 1      | 1      | 6      | 5      | +1  |
| UEFA Europa League           | -     | 4       | 2       | 1       | 1       | 7       | 4       | 4            | 1            | 1            | 2            | 4            | 3            | 8      | 3      | 2      | 3      | 11     | 7      | +4  |
| Totale                       | -     | 31      | 15      | 11      | 5       | 48      | 26      | 31           | 10           | 11           | 10           | 34           | 31           | 63     | 26     | 22     | 15     | 83     | 57     | +26 |